# Nova Hrîhorivka, Rozdilna
Nova Hrîhorivka (în ucraineană Нова Григорівка) este un sat în comuna Zatîșșea din raionul Rozdilna, regiunea Odesa, Ucraina.

## Demografie
Componența lingvistică a localității Nova Hrîhorivka
     Ucraineană (88,89%)
     Română (11,11%)
Conform recensământului din 2001, majoritatea populației localității Nova Hrîhorivka era vorbitoare de ucraineană (88,89%), existând în minoritate și vorbitori de română (11,11%).